# Kerstin Cardon
Kristina (Kerstin) Mathilda Cardon, född 17 augusti 1843 i Stockholm, död där 5 januari 1924, var en svensk konstnär, porträttmålare och tecknings- och målerilärare.

## Biografi

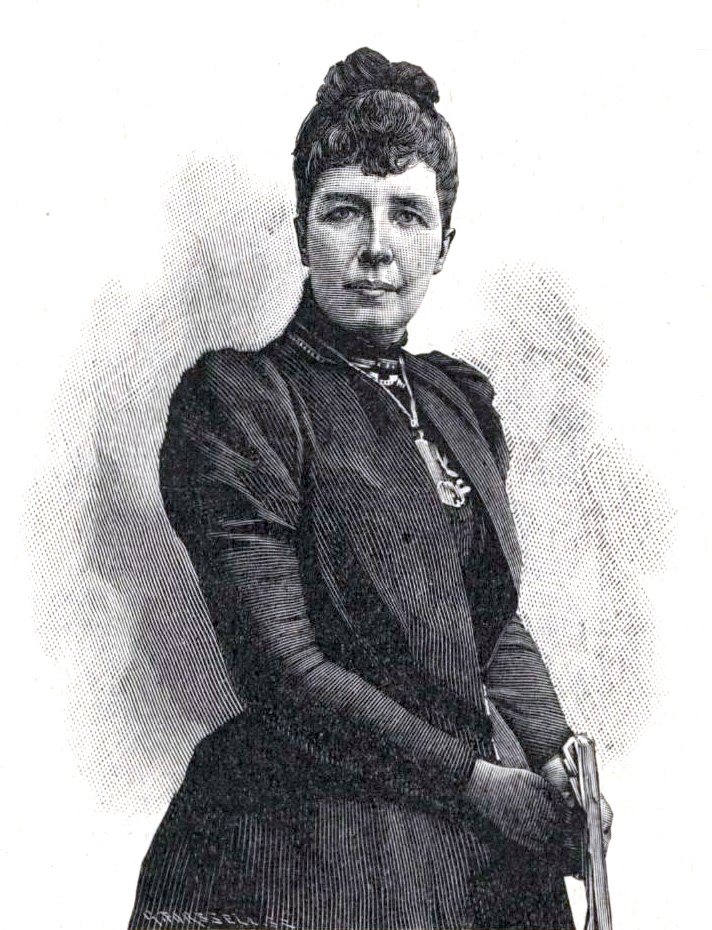
Kerstin Cardon. Xylografi i Idun 1894, nr 15.

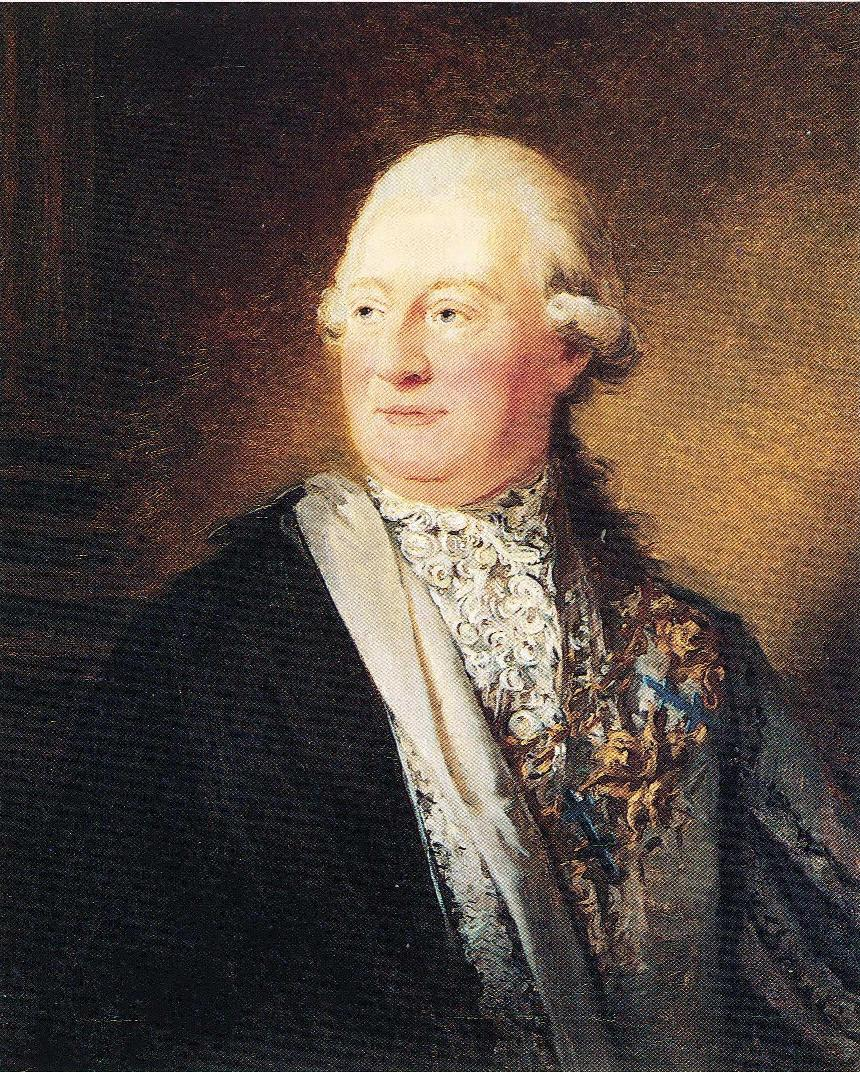
Greve Carl Adam Wachtmeister (1740-1820), utförd på uppdrag av Helsingfors universitet 1881 av Kerstin Cardon. Porträttet är en kopia av Carl Fredric von Bredas porträtt från 1802.

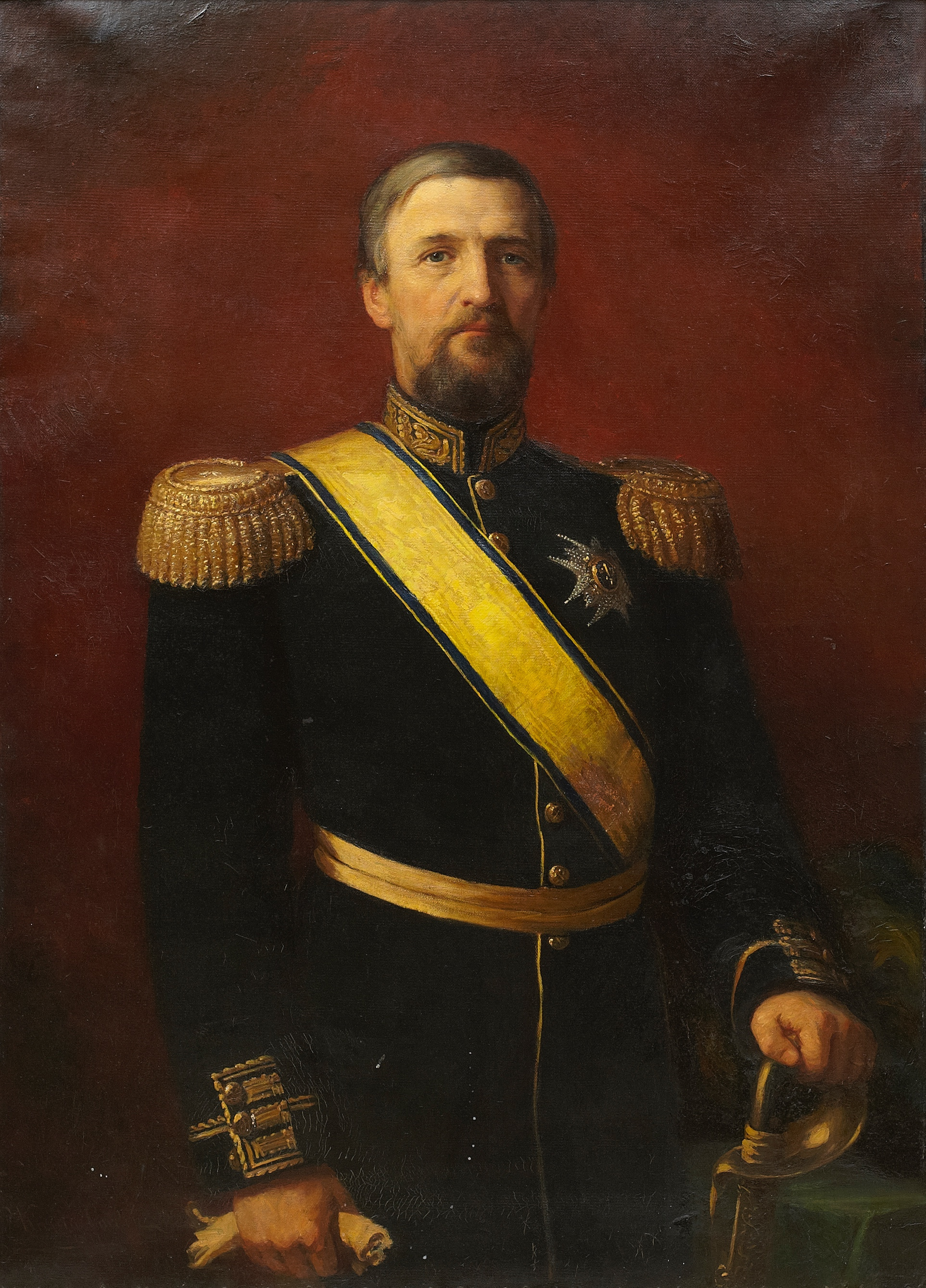
Friherre Abraham Leijonhufvud avporträtterad i uniform för en generallöjtnant vid Fortifikationen. Över axeln syns Svärdsordens band, samt dess kraschan på bröstet. Målning från 1877 av Kerstin Cardon.

Cardon var dotter till litografen Johan Cardon (1802–1878) och Britta Kristina Sundberg (1812–1894). Kerstin Cardon, som av vännerna kallades Kitty, växte upp i ett konstnärligt hem. Fadern var en framstående litograf och ledamot i Konstakademien. Även farbröderna Daniel Cardon och Carl Oskar Cardon var verksamma som litografer. Hon fick den första och grundläggande utbildningen i teckning av sin far.

## Studietiden
Kerstin Cardon antogs 1864 till Konstakademien i Stockholm vid Fruntimmersavdelningen vid Kungliga Akademien för de fria konsterna. Hon fick, med vissa begränsningar, tillgång till undervisningen vid akademien i den i den första kullen om 18 kvinnor. Några andra elever som studerade samtidigt vid akademiens Fruntimmersavdelning var Amanda Sidwall (1844–1892), Sophie Södergren (1843–1927) och Anna Nordgren (1847–1916) och de var då hennes studiekamrater. Kerstin Cardon studerade vid Konstakademien 1864–1871. I Stockholm hade hon Mina Carlson-Bredberg som elev. Kerstin Cardon har haft inflytande över flera framstående kvinnors konstnärskap, däribland studiekamraten Anna Nordlander och den nästan tjugo år yngre Hilma af Klint (1862–1944).
Efter studierna genomförde hon studieresor till Paris, München, London, Wien, Italien och Nederländerna och fördjupade sina kunskaper i måleri och då särskilt porträttmåleri. Hon målade porträtt i olja och pastell samt stilleben. 
De första arbetena hon utförde var stilleben och genretavlor med djur, i vilka det skymtade en viss humor. Hon ställde sedan ut Död natur, en liten oljemålning, som utlottades i Stockholms konstförening 1868, Lurande katt, 1870, Kaninfrukost, 1871 samt En katastrof, 1874.

## Teckningslärare och egen målar- och teckningsskola
Då fadern Johan Cardon avled 1878 fick Kerstin Cardon ta över ansvaret att försörja modern och den sjukliga systern Ida Cardon, vilket påverkade hennes karriärmöjligheter. Hon fick ägna sig åt att säkra försörjningen istället för att utveckla sitt konstnärskap. Hon undervisade i olika Stockholmsskolor och var under åren 1875–1884 teckningslärare vid Högre lärarinneseminariet. Hon ledde sin egen målar- och teckningsskola i den egna ateljén högst upp i ett hus på Drottninggatan i Stockholm under åren 1875–1911.

## Ledamot och kommissarie
Kerstin Cardon var ledamot av Svenska Konstnärsförbundet 1890 och kommissarie i Svenska konstnärinnornas avdelning på Chicagoutställningen 1893, Sveriges kommissarie på utställningen i Chicago var Artur Leffler. Bland de svenska bidragen fanns Per Hasselbergs skulptur Näckrosen och flera verk av Eva Bonnier. Cardon var även styrelsesuppleant i Svenska konstnärernas pensions- och sjukkassa 1904–1914, styrelseledamot i Handarbetets vänner 1905–1907 och adjungerad ledamot i samma förenings konstutskott från 1907.
Kerstin Cardon avled 1924 i Stockholm och hon är, tillsammans med flera nära släktingar, begravd på Norra begravningsplatsen i Stockholm, område C12, grav 344. 

## Anlitad porträttör
Bland hennes arbeten märks tre porträtt av Oscar II och två porträtt av prins Gustaf samt ett porträtt i helfigur av drottning Lovisa, avsedd för kungliga slottet i Oslo (dåvarande Kristiania). Hon målade också många porträtt av kända samtida svenskar såsom upptäcktsresanden Sven Hedin och landskapsmålaren Gustaf Rydberg samt friherrar, grevar och grevinnor.

## Representerad
- Malmö museum
- Nordiska museet[7]
- Miliseum[8]
- Nationalmuseums gravyravdelning[9]